# Xian de Xiangyin
Le xian de Xiangyin (湘阴县 ; pinyin : Xiāngyīn Xiàn) est un district administratif de la province du Hunan en Chine. Il est placé sous la juridiction de la ville-préfecture de Yueyang.

## Démographie
La population du district était de 683 621 habitants en 1999.